# Platani (Cypr)
Platani (gr. Πλατάνι, tur. Çınarlı) – wieś na Cyprze, w dystrykcie Famagusta. Położona jest na terenie republiki Cypru Północnego.